# Suchdolský most
Suchdolský most je plánovaný most přes údolí Vltavy, součást Pražského okruhu (dálnice D0) na úseku Suchdol – Březiněves (stavba 519). Má výškově spojovat Bohnice a Suchdol při severním okraji Prahy. Podobný most byl plánován již ve 30. letech 20. století. V roce 1999 byl při architektonicko-konstrukční soutěži vybrán ke zpracování podrobné projektové dokumentace návrh kolektivu stavební fakulty ČVUT v Praze.
Kromě Vltavy má most překračovat na levém břehu i železniční trať 091 (tedy i I. a IV. tranzitní železniční koridor a IV. panevropský koridor) a Roztockou ulici (silnici II/242), na pravém břehu ulicí V Zámcích s páteřní cyklotrasou A2. Na levém svahu most překračuje přírodní památku Sedlecké skály, na pravém břehu přírodní památku Zámky. Na pravém (východním) břehu na navrhovaný most mají navazovat tunely Zámky, na levém (západním) břehu tunel Suchdol a tunel Rybářka. Termín výstavby této části Pražského okruhu zatím není stanoven, orientační termín se stále posouvá.

## Starší návrhy
V návrhu ze 40. let 20. století měl most šestici svislých pilířů, z nichž dva zasahovaly přímo do řeky a tři byly ve svazích.

## Spor o jižní variantu
Ačkoliv je jižní varianta této části okruhu od 9. září 1999 zapracována do územního plánu hlavního města Prahy a podporovaná městem, ve hře je stále i jedna ze severních variant, které preferuje Ministerstvo životního prostředí. 30. října 2008 Nejvyšší správní soud na návrh městské části Praha-Suchdol a dalších osob zrušil vyhlášku města, kterou byla do územního plánu jižní varianta zanesena, protože v důsledku nejasného vymezení změn nebylo provedeno posouzení vlivu plánovaných staveb na životní prostředí. 29. srpna 2008 vydal Magistrát hlavního města Prahy územní rozhodnutí pro umístění stavby.
Podle srovnávací studie, kterou vypracovala v roce 2007 společnost Mott MacDonald, je severní varianta přes Klecany a Řež o 4 miliardy levnější (11 miliard místo 15) a neprochází přes chráněné přírodní památky. Podle plánu Pražské a středočeské aglomerace (VÚC) má být okruh veden přes Roztoky. Praha však trvá na jižní variantě, protože chce, aby tranzitní okruh byl využitelný i pro místní obsluhu v Praze, což je však v rozporu s evropskými strategickými normami.

## Architektonicko-konstrukční soutěž 1999
Ředitelství silnic a dálnic (ŘSD) vypsalo v říjnu 1998 soutěž na architektonicko-konstrukční řešení mostu. Do ledna došlo 25 návrhů. Osmičlenná porota, složená ze tří zástupců ŘSD a pěti dalších odborníků, v únoru 1999 vyhlásila vítěze několikakolového hodnocení a v březnu a v dubnu 1999 byly vítězné návrhy vystaveny na Pražském hradě.
- I. cena nebyla udělena
- II. cena (300 000 Kč):
  - návrh č. 8 (FSv ČVUT v Praze), vyhrál i v celkovém hodnocení a byl zadán ke zpracování podrobné projektové dokumentace
  - návrh č. 2 (Dopravoprojekt Ostrava, s. r. o.)
  - návrh č. 11 (A. Burian, G. Křivinka, Z. Eichler)
- III. cena (100 000 Kč): návrh č. 5 (SHB, a. s., Brno)
- zvláštní cena (50 000 Kč): návrh č. 1 (L. Monhart, V. Zajíc, J. Tuček)

V zadání byl požadavek, aby most kromě silniční umožňoval i pěší a cyklistickou dopravu a měl rezervu pro inženýrské sítě. Návrhy č. 2, 11 a 5 počítaly se svislým pilířem na každém břehu řeky; v návrhu číslo 5 je most zavěšen na lanech vycházejících ze stožárů v prodloužení pilířů. Návrhy číslo 8 a 1 vycházely z obloukového řešení, přičemž v návrh č. 1 byl oblouk široce rozkročený do svahů a z něj paprskovitě vycházely podpěry, zatímco návrh č. 8 předpokládá zakončení oblouků na březích řeky a vlastní most je upevněn při vrcholu oblouku. Návrh číslo 8 jako jediný rozděloval vozovku do dvou pater.

## Návrh FSv ČVUT
Autorem návrhu je kolektiv prof. Jiřího Studničky z Fakulty stavební ČVUT (Svatopluk Kobr, Tomáš Rotter, Jiří Schindler, Martin Šenberger, Tomáš Šenberger, spolupráce Miroslav Kroupar, Petr Vaněk).
Základem třípatrového mostu je dvojice ocelových oblouků spojených příčkami, s patkami na březích Vltavy. Oblouk dělí dolní mostovku na díly o délce 200, 70 a 200 metrů. Vlastní těleso mostu tvoří patrový ocelový trám ve tvaru Vierendelova nosníku se šikmými příčkami. Délka mostu je 470 metrů, výška 79 metrů nad hladinou řeky, výškový rozdíl horní a dolní mostovky je 10 metrů a pod dolní mostovkou je zavěšena ještě lávka pro pěší a cyklisty. Horní mostovka je určena pro směr k Suchdolu a Ruzyni, dolní pro směr k Bohnicím a Březiněvsi. Každá mostovka má tři jízdní pruhy šířky 3,75 metru, jeden odstavný pruh o šířce 4 metry a dva úzké nouzové chodníčky o šířce 0,75 metru. Zespodu zavěšená lávka pro chodce a cyklisty má šířku 3,5 metru. Celý most je v podélném sklonu 1,7 %.

## Návrh ŘSD 2019
V žádosti o posouzení vlivu úseku 519 Suchdol – Březiněves na okolí (EIA) ze září 2019 je uveden jednoúrovňový most o délce 604 metrů a výšce 83 metrů. Pilíře mostu mají být umístěny na březích Vltavy, na mostě mají být z obou stran protihlukové stěny. Varianta dvoupodlažního mostu údajně již padla. Podle dokumentace by výstavba měla proběhnout v letech 2024–2028, nedlouho předtím však vedení ŘSD na semináři v Senátu uvedlo, že se nezačne stavět dříve než v roce 2026.